# ArenaBowl XVI
Match précédent Match suivant
L'ArenaBowl XVI est joué le 18 août 2002 par les SaberCats de San Jose et les Rattlers de l'Arizona, à San José en Californie. Un match qui suscite des attentes considérables étant donné la rivalité intense des équipes et leur succès respectif cette année-là, les SaberCats surprennent tout le monde en affichant la victoire la plus dominante dans l’histoire de l’ArenaBowl, gardant les Rattlers sans aucun point jusqu’à la dernière période et remportant le match sur un score déséquilibré de 52-14 pour gagner leur premier titre de l'Arena Football League dans l’histoire de la franchise. Les 14 points de l'Arizona sont le deuxième score le plus bas de l'histoire de l'ArenaBowl, juste au-dessus des 13 points des Bruisers  de Chicago dans l'ArenaBowl II. Avec la victoire des SaberCats, Darren Arbet est également devenu le premier entraîneur-chef afro-américain du football professionnel à remporter un championnat en Amérique du Nord.

## Sommaire du match
Pendant une bonne partie de la saison 2002, les SaberCats de San Jose ont envisagé la possibilité d’une année sans défaite, ce qui aurait été et resterait une première pour l'Arena Football League. L'alignement des SaberCats comprenait des superstars telles que Bob McMillen, Omarr Smith, Mark Grieb, Barry Wagner, Sam Hernandez et la sensation rookie Clevan Thomas. Parmi ceux-ci, seul Grieb n’est pas actuellement inscrit à l'Arena Football League Hall of Fame. Ils ont battu leurs rivaux de la division ouest, les Arizona Rattlers, 52-51 lors du premier match de la saison, et ont poursuivi leur succès en route vers un départ de 12-0. Cependant, leur revanche contre les Rattlers à Phoenix le 12 juillet leur a coûté non seulement leur bilan invaincu, mais également le quarterback titulaire Mark Grieb, qui a subi une fracture à la clavicule lors de la défaite de 59-52 des SaberCats. Même s’il s’agirait de la seule défaite de la saison de San Jose, cela a ouvert la voie à ce qui s’est révélé être un match de championnat extrêmement compétitif, l'ArenaBowl XVI.
Ce n’était pas le cas, cependant, l’équipe de San Jose de l’entraîneur Arbet a pris une avance de 24 points à la mi-temps et l’a prolongée à 45-0 au début du quatrième quart-temps avant que Arizona ne marque finalement sur une passe de touchdown de Sherdrick Bonner à Maurice Bryant avec 9.24 minutes restantes. Chaque équipe a inscrit un touchdown de plus et les SaberCats ont remporté la victoire 52-14.
Le quarterback John Dutton, qui a remplacé Grieb à la suite de la blessure, a poursuivi sur sa lancée tout au long des playoffs, réalisant 20 passes sur 26, totalisant 236 yards et cinq touchés (trois pour James Hundon) et remportant le titre de MVP. Le receveur / défenseur arrière Omarr Smith a été nommé Ironman du jeu. Il a quatre réceptions et a également dirigé la défense de San Jose qui a imposé trois turnovers aux Rattlers. San Jose a remporté le trophée Foster pour la première fois de son histoire, alors que cette défaite constituerait le premier des trois échecs consécutifs à l'ArenaBowl pour Arizona, même s'ils seront nettement plus compétitifs lors de leurs futures apparitions en championnat.

## Évolution du score
| Temps           | Description des actions                                                                                 | Score SJ-AZ | Score SJ-AZ |
| --------------- | --- | ----------- | ----------- |
| 1er Quart-temps | |             |             |
| 09:17           | TD de 28 yards par Hundon à la suite d'une passe de Dutton (PAT de Alcorn)                              |             | 07-0        |
| 2e Quart-temps  | |             |             |
| 14:18           | TD de 2 yards par Hundon à la suite d'une passe de Dutton (PAT de Alcorn)                               |             | 14-0        |
| 00:50           | FG de 31 yards par Alcorn                                                                               |             | 17-0        |
| 00:11           | TD de 2 yards à la course par Wagner (PAT de Alcorn)                                                    |             | 24-0        |
| 3e Quart-temps  | |             |             |
| 12:38           | TD de 12 yards par Roe à la suite d'une passe de Dutton (PAT de Alcorn)                                 |             | 31-0        |
| 06:55           | TD de 32 yards par Reese à la suite d'une passe de Dutton (PAT de Alcorn)                               |             | 38-0        |
| 4e Quart-temps  | |             |             |
| 12:05           | TD de 1 yard à la course par McMillen (PAT de Alcorn)                                                   |             | 45-0        |
| 09:24           | TD de 30 yards par Bryant à la suite d'une passe de joueur (conversion de 2 pts par Bonner pour Cooper) |             | 45-08       |
| 06:01           | TD de 2 yards par Hundon à la suite d'une passe de Dutton (PAT de Alcorn)                               |             | 52-08       |
| 02:30           | TD de 3 yards à la course par Kelly (conversion de 2 pts manquée par Cooper)                            |             | 52-14       |

## Les équipes en présence
| Joueur            | Position | Université            |
| ----------------- | -------- | --------------------- |
| Daron Alcorn      | K        | Akron                 |
| Shalon Baker (en) | WR/LB,WR | Montana               |
| Albrey Battle     | OL/DL,DT | Arizona State         |
| Frank Beede       | G-C      | California            |
| Anthony Cobbs     | WR/DB,DB | UCLA                  |
| Rashied Davis     | DB       | San Jose St.          |
| John Dutton       | QB       | Nevada-Reno           |
| Mark Grieb        | QB       | California - Davis    |
| Sam Hernandez     | OL/DL    | Sonoma State (CA)     |
| James Hundon      | WR       | Portland St.          |
| Joe Jacobs        | OL/DL    | Utah State            |
| Mike Jones        | FB/LB    | Trinity JC (TX)       |
| Matt Keneley      | DT       | USC                   |
| Darrin Kenney     | OL/DL    | Lycoming College (PA) |
| Matt Kinsinger    | FB       | Slippery Rock (PA)    |
| Dan Loney         | OL/DL    | Cal-Poly SLO          |
| Brian Lytle       | OL/DL    | Humboldt State (CA)   |
| Bob McMillen      | FB       | Illinois-Benedictine  |
| Chuck Reed        | OL       | Nevada-Las Vegas      |
| Jerry Reese       | WR       | San Jose St.          |
| James Roe         | WR       | Norfolk St.           |
| Travis Seaton     | DS       | San Jose State        |
| Omarr Smith       | DB       | San Jose State        |
| Clevan Thomas     | DB       | Florida State         |
| Mike Ulufale      | DT-DE    | BYU                   |
| Barry Wagner      | WR       | Alabama A&M           |
| George Williams   | DT       | North Carolina St.    |
| James Williams    | LB       | Mississippi St.       |
| Scott Wood        | QB       | Saint Mary's (CA)     |

| Joueur            | Position       | Université            |
| ----------------- | -------------- | --------------------- |
| Sebastian Barrie  | DE-DT          | Prairie View          |
| Jerrick Bledsoe   | WR/DB          | Texas Southern        |
| Sherdrick Bonner  | QB             | Cal State-Northridge  |
| Maurice Bryant    | WR             | Houston               |
| Orshawonte Bryant | WR/DB          | Portland State        |
| Joe Burch         | OL/DL,OL       | Texas Southern        |
| Scott Cannon      | K              | Linfield College (OR) |
| Kevin Cobb        | WR/DB,DB       | Memphis State         |
| Hunkie Cooper     | WR/LB          | Nevada-Las Vegas      |
| Tim Croff         | OL/DL          | Carson-Newman (TN)    |
| Jeff Cummins      | DL,DT,DE,OL/DL | Oregon                |
| Chad DeGrenier    | QB             | Washington State      |
| Cecil Doggette    | DS,DB          | West Virginia         |
| Stacy Evans       | OL/DL,DE       | South Carolina        |
| Wendall Gaines    | TE-DE          | Oklahoma St.          |
| Greg Gales        | FB/LB          | Nevada-Las Vegas      |
| Randy Gatewood    | WR/DB          | Nevada-Las Vegas      |
| Aundrae Harris    | WR/DB,DB       | California            |
| Lindsay Hassell   | OL/DL          | Utah State            |
| Chris Hixson      | QB             | Rhode Island          |
| Chris Horn        | WR             | Rocky Mountain        |
| Kelvin Hunter     | DB             | Arizona               |
| Bo Kelly          | FB/LB          | East Texas State      |
| John May          | OL/DL          | Northern Colorado     |
| Bobby McGowens    | WR/LB          | South Carolina State  |
| Charlie Morris    | OL             | Temple                |
| Ricky Parker      | DB             | San Diego St.         |
| John Peaua        | LB             | Nevada                |
| Chris Sailer      | K              | UCLA                  |
| Derek Stingley    | DS             | Triton (IL)           |
| Ken Talanoa       | OL/DL          | Arizona State         |
| Pete Tramontanas  | OL/DL          | Nevada-Las Vegas      |
| Mark Tucker       | G              | USC                   |
| Eli Wnek          | FB/LB          | Arizona               |

## Statistiques par équipe
| Données                   | Arizona | San José |
| ------------------------- | ------- | -------- |
| 1er Downs                 | 12      | 19       |
| Yards à la course         | 3       | 36       |
| Yards à la passe          | 201     | 245      |
| Fumbles/Perdu             | 2/2     | 2/0      |
| Yards en retour de Fumble | 0       | 6        |
| Pénalités/Yards           | 5/37    | 5/22     |
| Temps de possession       | 33:08   | 26:52    |
| Conversion de 3e Down     | 3/7     | 3/5      |
| Conversion de 4e Down     | 0/1     | 1/1      |